# Helaine Blumenfeld

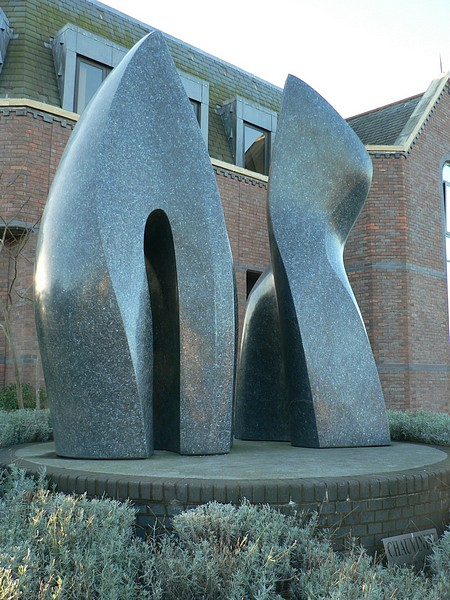
The Chauvinist (1990) in Cambridge

Helaine Blumenfeld (New York, 1942) is een Amerikaanse beeldhouwster.

## Leven en werk
Blumenfeld studeerde tot 1964 filosofie aan de University of Michigan van Ann Arbor en de Columbia University van New York. In 1965 verliet zij een wetenschappelijke carrière om te gaan beeldhouwen en trok naar Parijs, waar zij in het atelier van Ossip Zadkine onderricht kreeg in het beeldhouwen met klei, hout, steen en metaal. Zij had haar eerste expositie in 1966 met een serie bronzen in het Weense Palais Palfry. In 1969 verhuisde zij naar Grantchester (Cambridgeshire) in Engeland. In 1985 toonde de Alex Rosenberg Gallery in New York haar werk in dialoog met het beeldhouwwerk van Henry Moore en in 1992 werd haar werk getoond in Galerie am Lindenplatz in Liechtenstein met Alexander Archipenko en Constantin Brâncuşi. In 2007 had zij een overzichtstentoonstelling in Het Depot in Wageningen.
Blumenfeld maakt abstract-organische werken, die thematisch zijn geworteld in de mythologie. Haar voornaamste materialen zijn marmer uit Carrara, terracotta en brons. In 1993 werd zij gekozen tot lid van de Royal British Society of Sculptors, waarvan zij sinds 2004 de vice-voorzitster is. In 2007 was zij de eerste vrouw die de International Sculpture Prize "Pietrasanta e la Versilia nel mondo" kreeg. De kunstenares woont en werkt in Cambridge en Pietrasanta.

## Werken (selectie)
- Pyramid (1980)
- Figurative Landscape (1983), Federal Government Plaza in Milwaukee (Michigan)
- Double Torso (1985), Basingstoke
- Two Sides of a Woman (1985), Lincoln Center in New York
- Creation (1990), Capital House in Londen-Heathrow
- The Chauvinist (1990), Cambridge Sculpture Trails in Cambridge
- Dialogue (1991), Parijs
- Flame (1993), Hoofdkantoor British Petroleum in Brussel
- Shadow Figures (2001), Vision Park in Cambridge
- Nike (2002), Het Depot in Wageningen
- Flame (2004), Clare Hall, Cambridge Sculpture Trails
- Esprit (2004), Newnham College in Cambridge
- Spirit of Life[3] (2007), Cass Sculpture Foundation in Goodwood (West Sussex)

## Fotogalerij

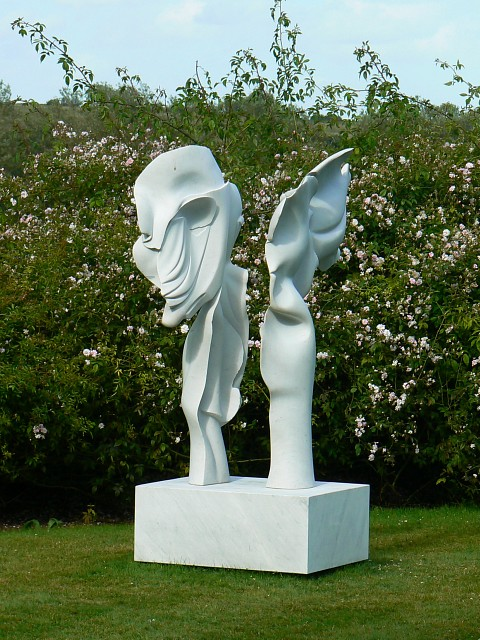
Angels: Harmony
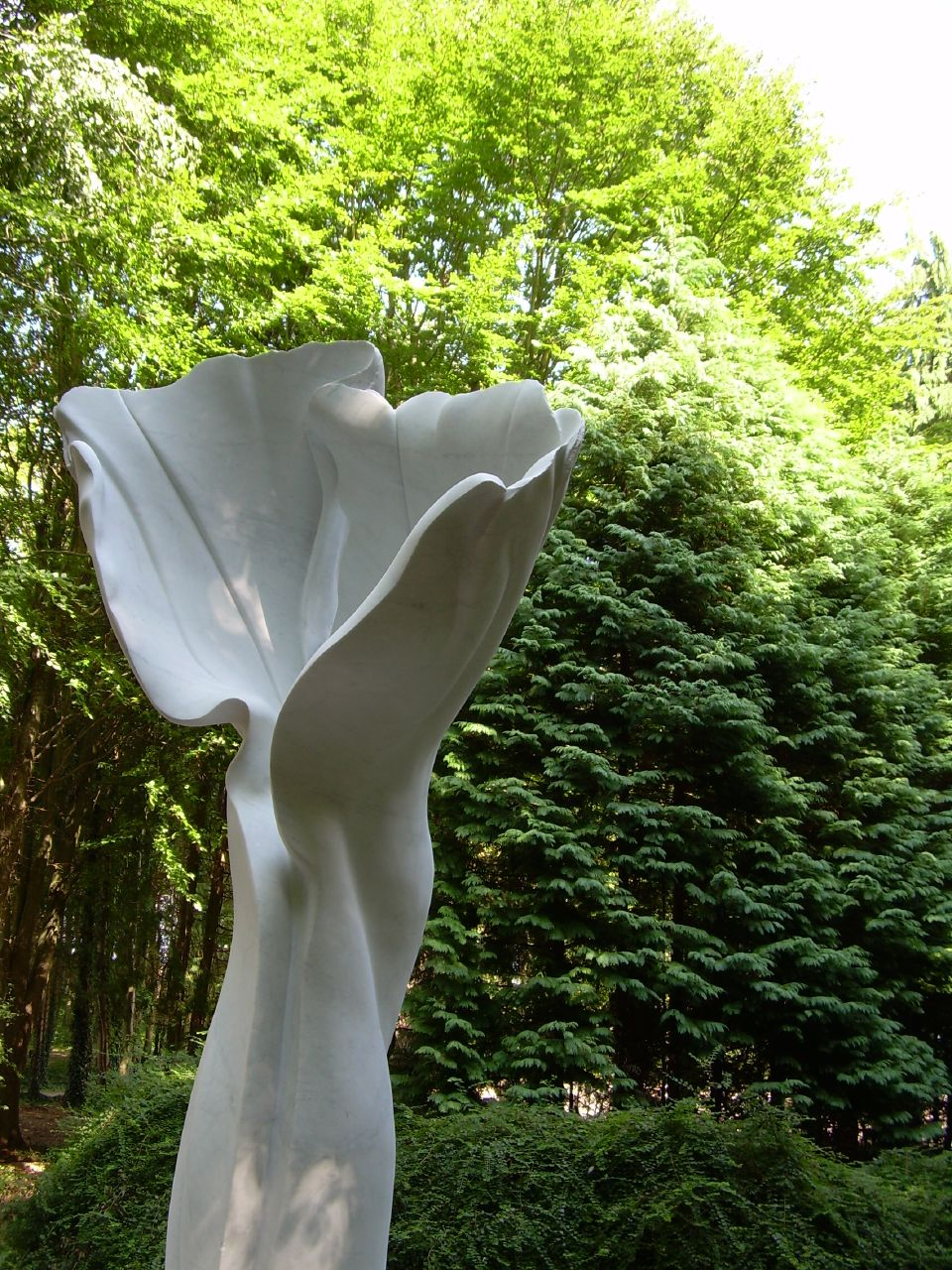
Spirit of Life (2007)
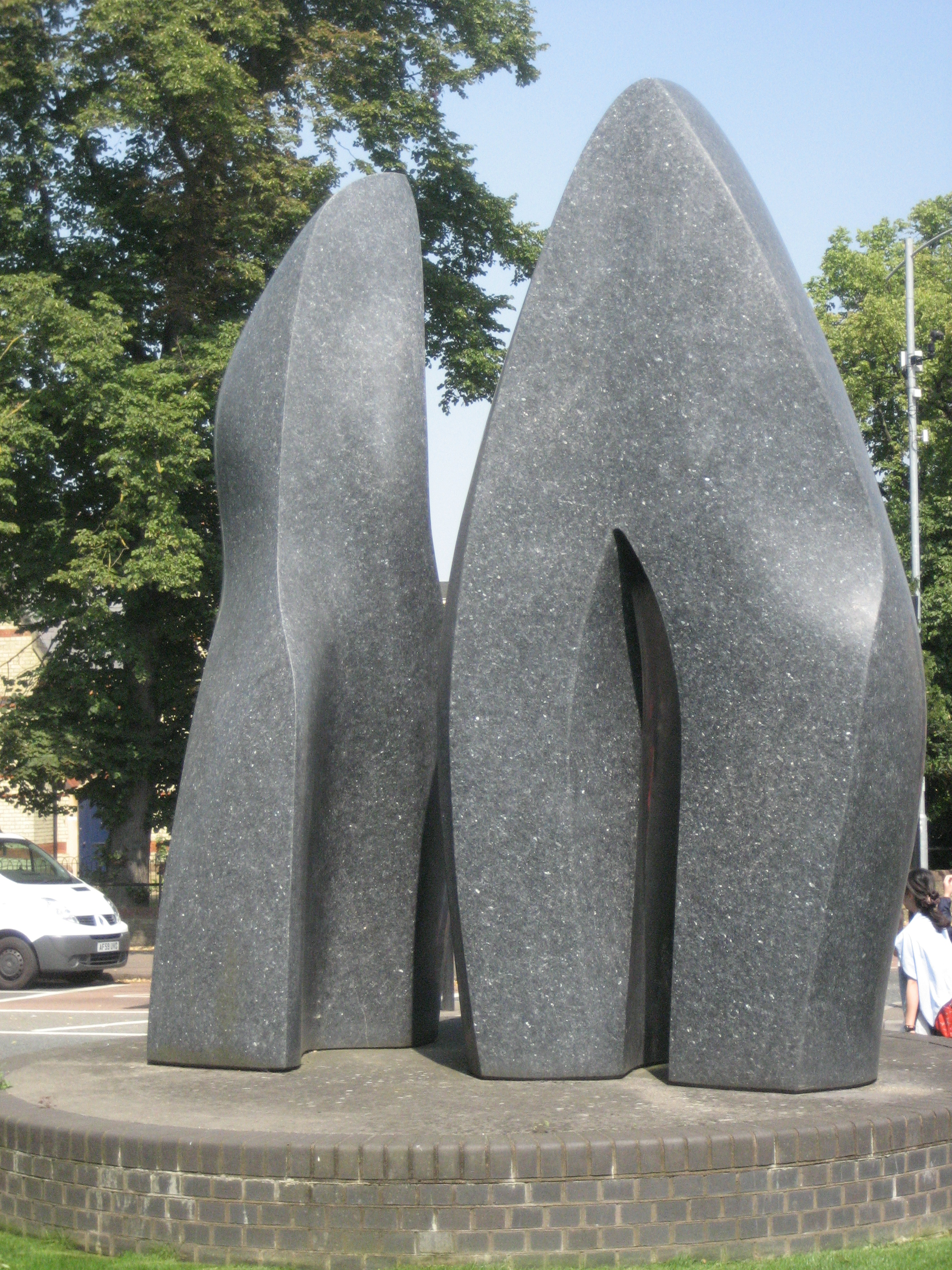
The Chauvinist (Cambridge)